# Буцефал

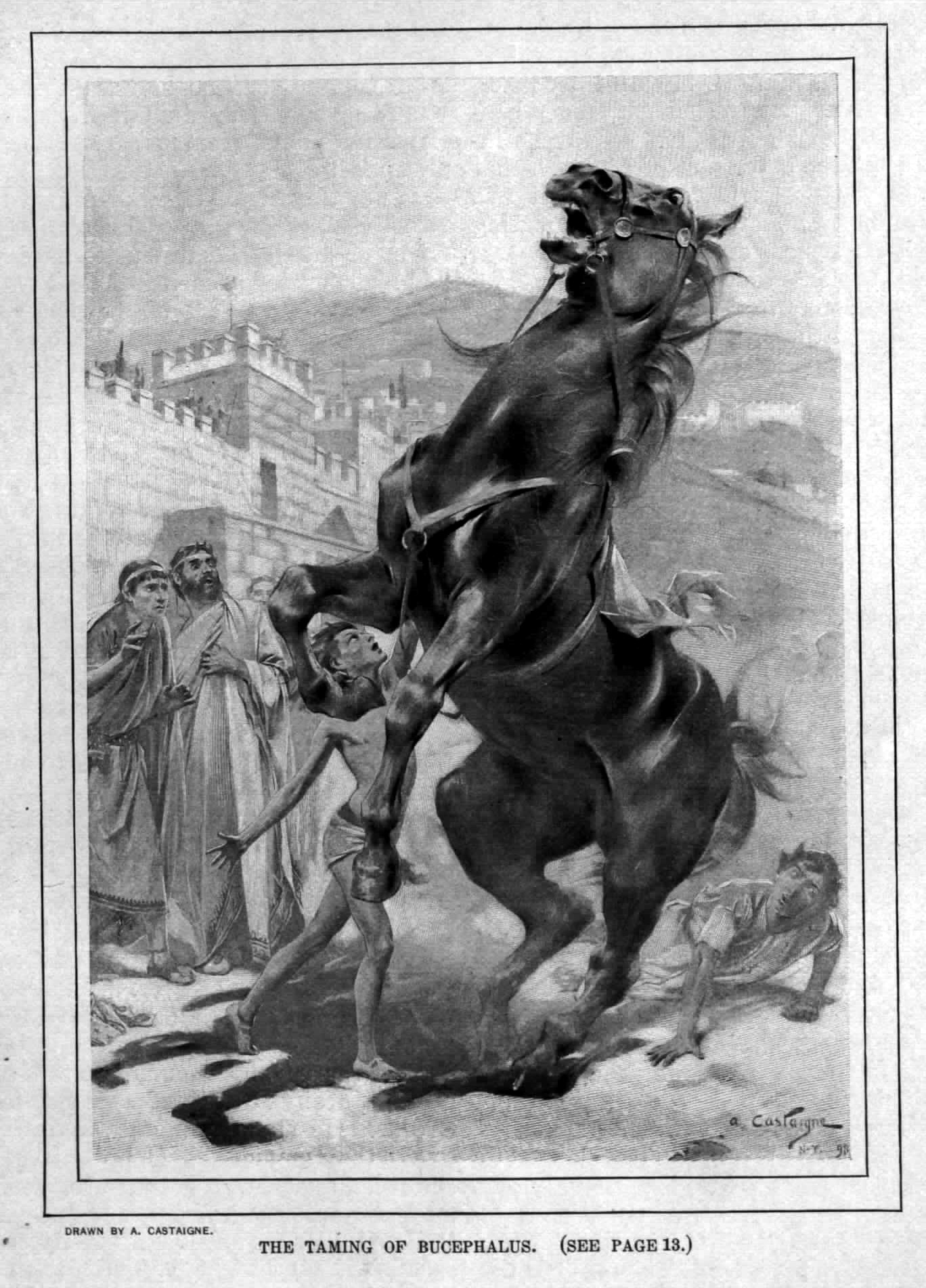
Юный Александр укрощает Буцефала. Рисунок André Castaigne

Буцефа́л, или Букефа́л (греч. Βουκεφάλας, букв. «бычьеголовый»; лат. Bucephalus) — кличка любимого коня Александра Македонского.

## Предание
История гласит, что Александр Македонский в возрасте 12 лет (по Плутарху, 33:6) стал единственным человеком, которому покорился своенравный 11-летний конь. Этого коня предложил македонскому царю Филиппу II торговец из Фессалии Филоник за 13 талантов (примерно 340 кг серебра), что было огромной суммой в те времена. Поскольку никто не мог обуздать строптивое животное, царь отказался было от покупки, но Александр пообещал заплатить за жеребца, если не сможет укротить того.
Об укрощении Плутарх рассказал так:

…"Александр сразу подбежал к великолепному коню, схватил его за узду и повернул мордой к солнцу: по-видимому, он заметил, что конь пугается, видя впереди себя колеблющуюся тень. Некоторое время Александр пробежал рядом с конём, поглаживая его рукой. Убедившись, что Буцефал успокоился и дышит полной грудью, Александр сбросил с себя плащ и лёгким прыжком вскочил на коня. Сперва, слегка натянув поводья, он сдерживал Буцефала, не нанося ему ударов и не дёргая за узду. Когда же Александр увидел, что норов коня не грозит больше никакою бедой и что Буцефал рвётся вперёд, он дал ему волю и даже стал понукать его громкими восклицаниями и ударами ноги. Филипп и его свита молчали, объятые тревогой, но когда Александр, по всем правилам повернув коня, возвратился к ним, гордый и ликующий, все разразились громкими криками. Отец, как говорят, даже прослезился от радости, поцеловал сошедшего с коня Александра и сказал: «Ищи, сын мой, царство по себе, ибо Македония для тебя слишком мала!»"

Александр взял Буцефала в поход в Азию, но берёг любимца, в бою использовал других коней. В битве на реке Граник под ним убили одного из них.
Арриан, Курций и Плутарх рассказывают историю, приключившуюся с Буцефалом где-то в прикаспийских местах в Персии. Тамошние варвары, уксии, похитили коня. Тогда Александр повелел, чтобы ему немедленно вернули Буцефала, а иначе он истребит весь народ. Любимого коня царя вернули в целости и сохранности, и Александр на радостях даже заплатил выкуп похитителям.

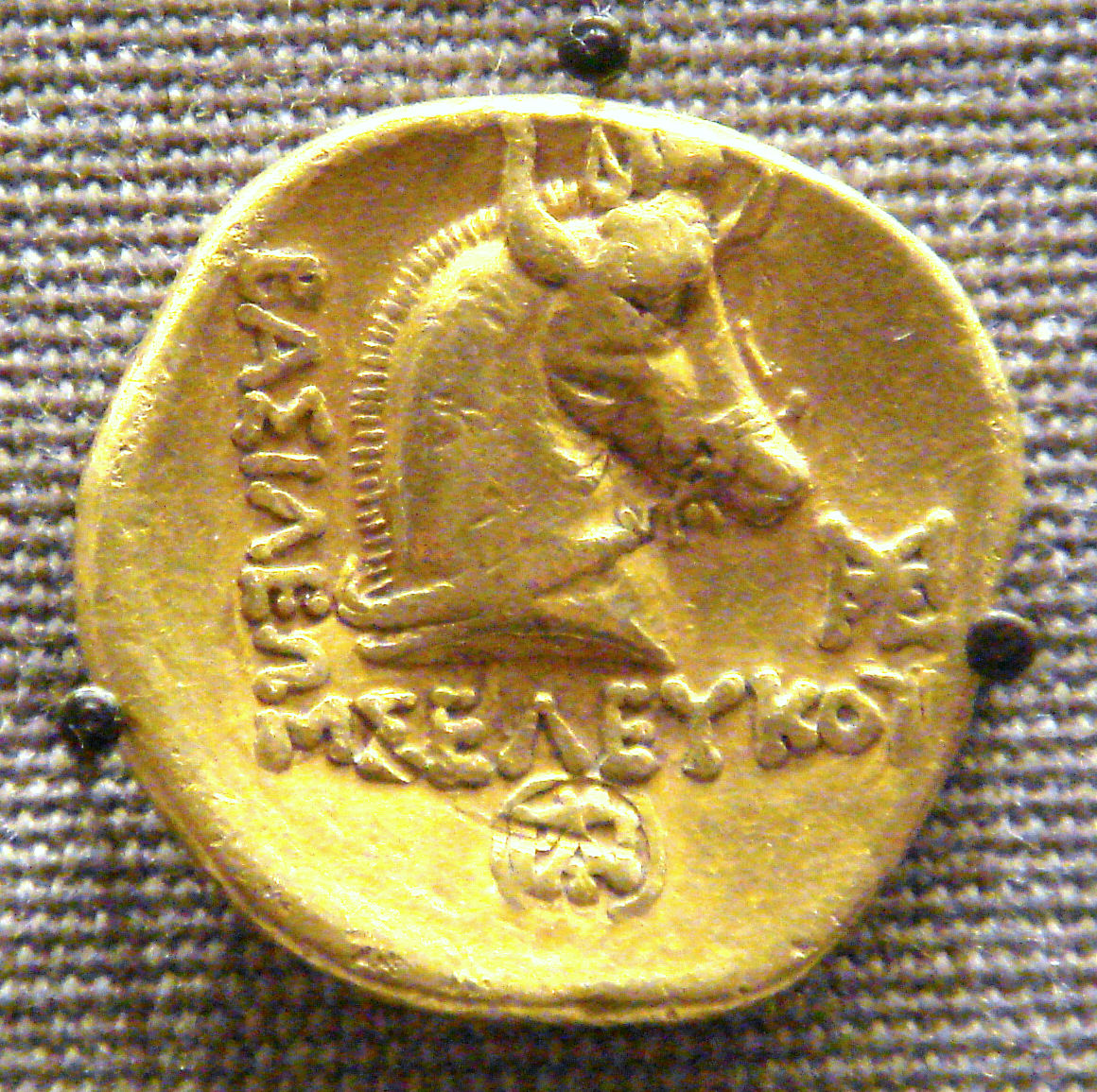
Изображение Буцефала на монете Селевка I

Некоторые авторы передают, что Буцефал погиб в битве с индийским царём Пором в 326 до н. э., однако Арриан пишет об этом по-другому:

«На том месте, где произошло сражение, и на том, откуда Александр переправился через Гидасп, он основал два города; один назвал Никеей, потому что здесь победил индов, а другой Буцефалами, в память своего коня Буцефала, павшего здесь не от чьей-либо стрелы, а сломленного зноем и годами (ему было около 30 лет). Много трудов и опасностей разделил он с Александром; только Александр мог сесть на него, потому что всех остальных седоков он ставил ни во что; был он рослый, благородного нрава. Отличительным его признаком была голова, похожая по форме на бычью; от неё, говорят, он и получил своё имя. Другие же рассказывают, что он был вороной масти, но на лбу у него было белое пятно, очень напоминающее голову быка.»

Плутарх передаёт компромиссный вариант, что Буцефал умер после сражения с Пором от ран.
По Арриану и Плутарху, Буцефал был ровесником Александра, тогда его смерть произошла в весьма преклонном для лошадей возрасте.

## Облик
Буцефал имел отличительную особенность — ноги коня были снабжены рудиментами пальцев по бокам от покрытого рогом среднего пальца, который, собственно, и формирует копыто.
В западноевропейском искусстве Буцефал иногда изображается в нескольких сценах (например, в иконографии «Укрощение Буцефала») как белый боевой конь.

## Память
Основанный Александром и названный им в честь коня город Буцефала существует в наше время под именем Джалалпур на территории Пакистана. В нём сохранились и руины античных времён.
В Таджикистане существует озеро Искандеркуль (имя Александра в персидском произношении звучит как Искандер (перс. اسکندر‎)), названное в честь Александра, в котором, по древнему преданию, и утонул его любимый конь.